# 大更駅
大更駅（おおぶけえき）は、岩手県八幡平市大更にある、東日本旅客鉄道（JR東日本）花輪線の駅である。

## 歴史
- 1922年（大正11年）8月27日：花輪線好摩 - 平館間の開業と同時に鉄道省（のちの日本国有鉄道）の駅として岩手郡大更村に開業[3]。
- 1934年（昭和9年）3月30日：松尾鉱業専用鉄道が開業（松尾村 - 大更村間）。
- 1948年（昭和23年）3月15日：松尾鉱業鉄道屋敷台 - 当駅間が地方鉄道に転換。
- 1951年（昭和26年）8月10日：松尾鉱業鉄道が電化。
- 1972年（昭和47年）10月10日：松尾鉱業鉄道が廃止。
- 1982年（昭和57年）11月15日：貨物の取り扱いを廃止[3]。
- 1985年（昭和60年）3月14日：荷物の扱いを廃止[3]。
- 1987年（昭和62年）4月1日：国鉄分割民営化により、東日本旅客鉄道の駅となる[3]。
- 1999年（平成11年）12月4日：CTC化により当直勤務を廃止（冬期間を除く）。松尾八幡平・荒屋新町駅管内が当駅の管理下となる。
- 2016年（平成28年）7月27日：東西自由通路併設の新駅舎工事について、JR東日本と八幡平市が協定を締結。同月中に工事着手[4]。
- 2018年（平成30年）
  - 2月23日：東西自由通路併設の新駅舎が完成[1][5]。
  - 6月1日：業務委託化。大更駅長が廃止され、盛岡駅長管理下となる。
- 2024年（令和6年）10月1日：えきねっとQチケのサービスを開始[2][6]。

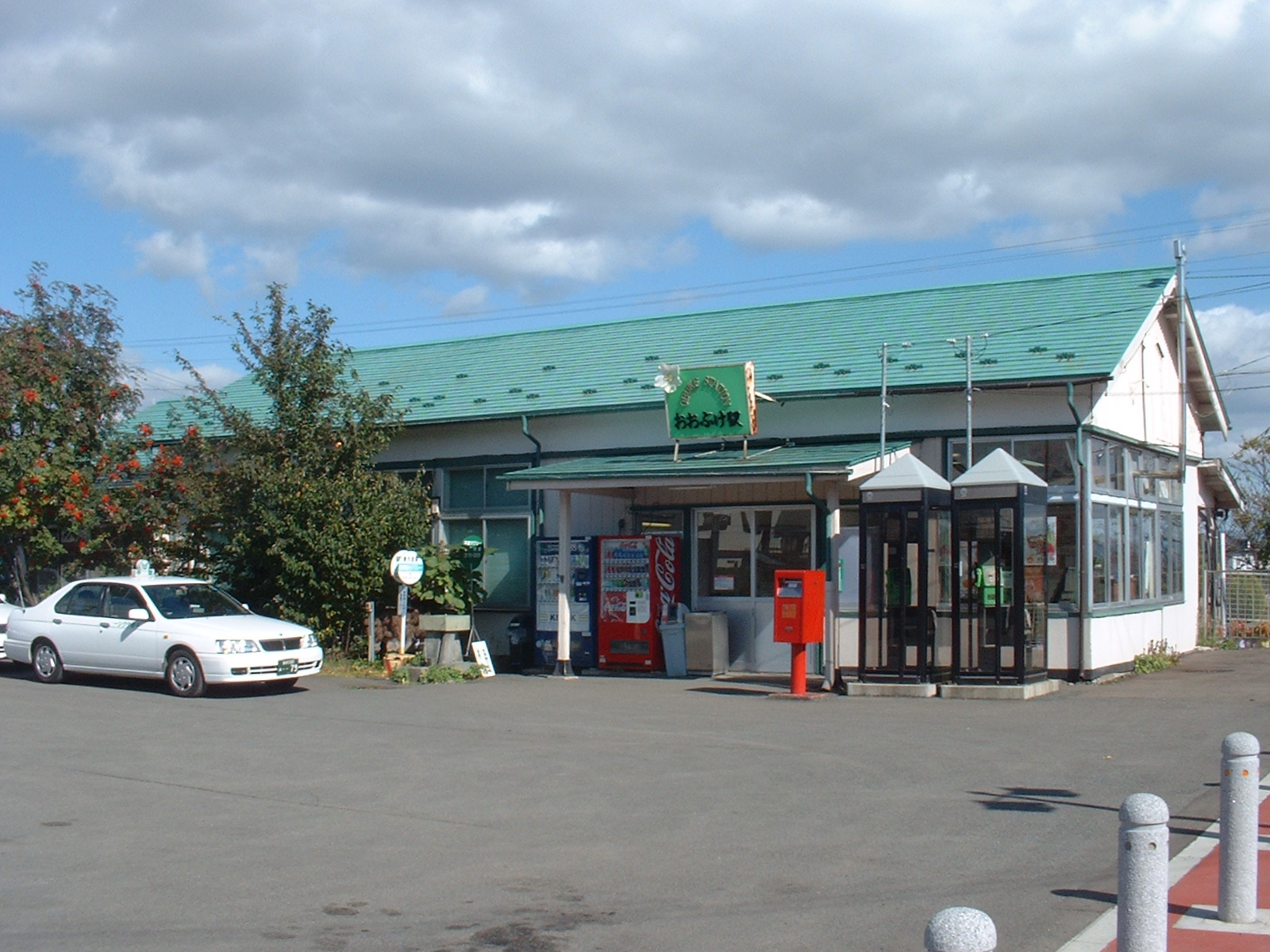
旧駅舎（2003年10月）
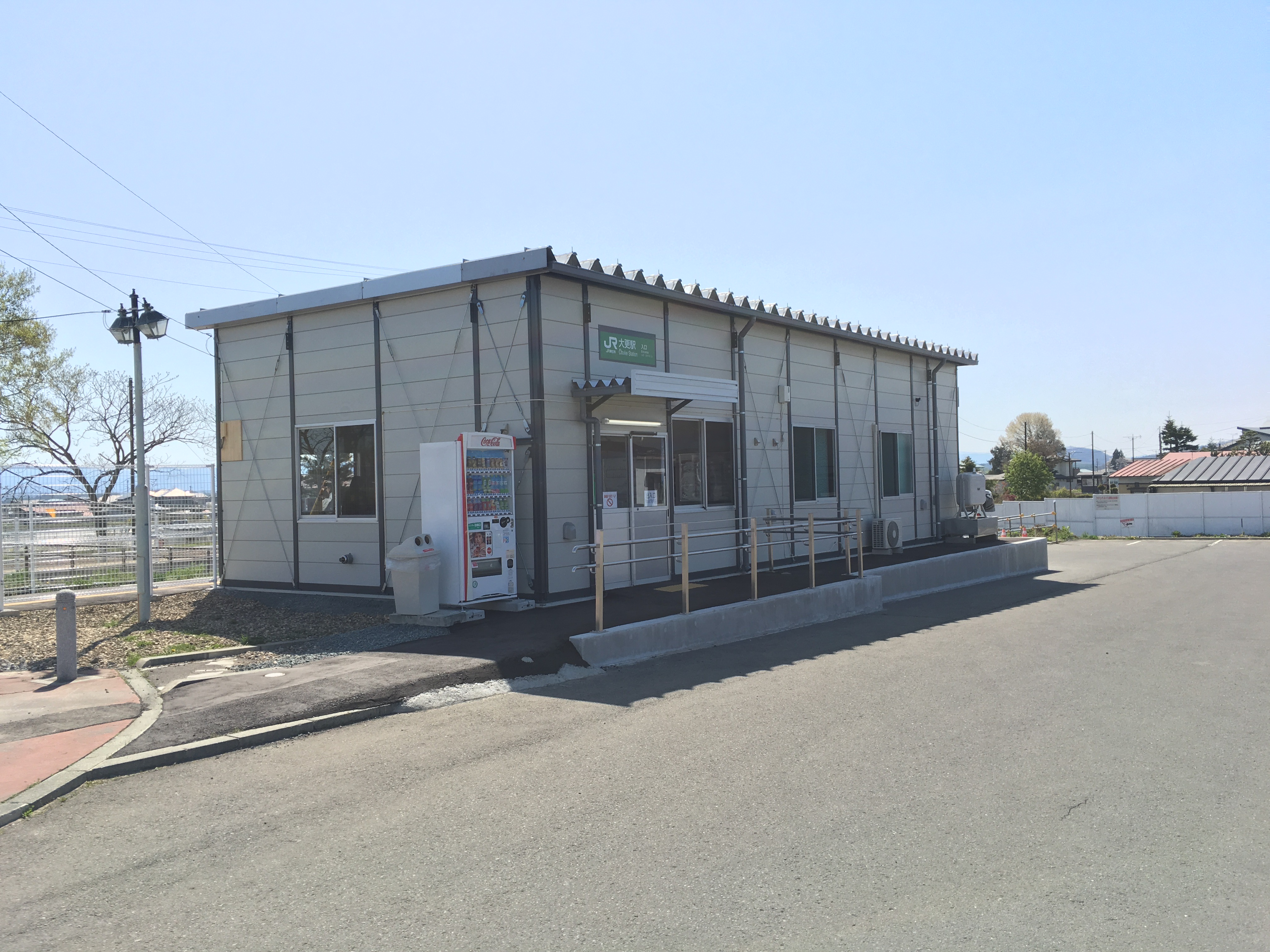
新駅舎建設時の仮駅舎（2017年5月）
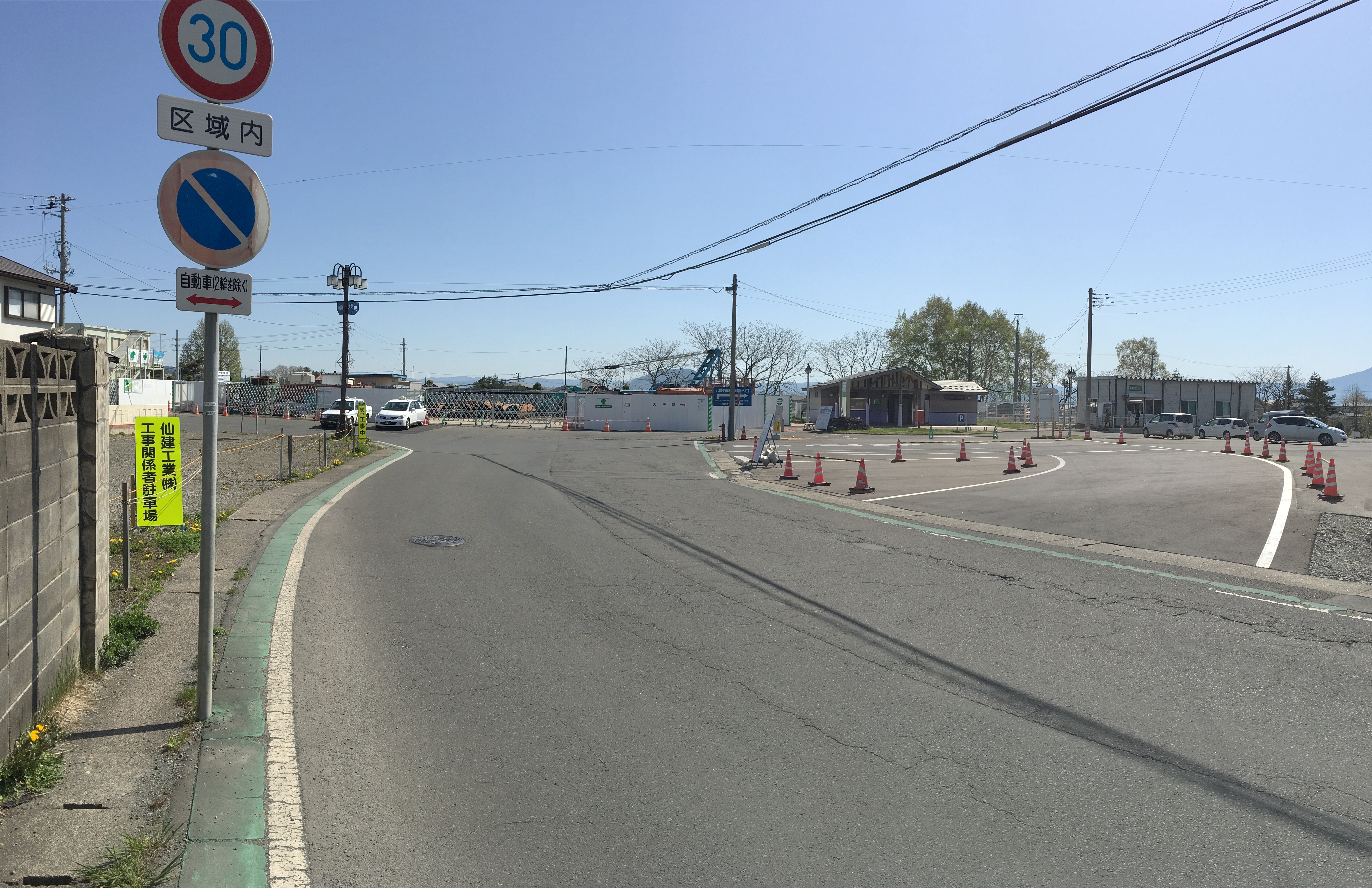
左には建設中の現駅舎・右には仮駅舎が見える。中央は公衆トイレ（2017年5月）

## 駅構造
相対式ホーム2面2線の列車交換可能な地上駅である。互いのホームは構内踏切で連絡している。電化私鉄であった松尾鉱業鉄道が分岐していた当時は、構内に直流1500Vの架線が張り巡らされていたが、現在ではその名残はほとんどない。
盛岡統括センター（盛岡駅）が管理し、JR東日本東北総合サービスが受託する業務委託駅。2018年（平成30年）5月31日までは管理駅として、東大更駅 - 兄畑駅間の各駅を管理していた。
みどりの窓口と自動券売機が設置されている。

### のりば
| 番線 | 路線    | 方向 | 行先                         |
| ---- | ------- | ---- | ---------------------------- |
| 1    | ■花輪線 | 下り | 鹿角花輪・十和田南・大館方面 |
| 2    | ■花輪線 | 上り | 好摩・盛岡方面               |

- 下り線には横取り（簡易分岐器）が設置されている。

## 利用状況
JR東日本によると、2023年度（令和5年度）の1日平均乗車人員は188人である。
2000年度（平成12年度）以降の推移は以下のとおりである。
| 1日平均乗車人員推移 | 1日平均乗車人員推移 | 1日平均乗車人員推移 | 1日平均乗車人員推移 | 1日平均乗車人員推移 |
| 年度                | 定期外              | 定期                | 合計                | 出典                |
| ------------------- | ------------------- | ------------------- | ------------------- | ------------------- |
| 2000年（平成12年）  |                     |                     | 563                 | [ 利用客数 2 ]      |
| 2001年（平成13年）  |                     |                     | 535                 | [ 利用客数 3 ]      |
| 2002年（平成14年）  |                     |                     | 519                 | [ 利用客数 4 ]      |
| 2003年（平成15年）  |                     |                     | 418                 | [ 利用客数 5 ]      |
| 2004年（平成16年）  |                     |                     | 397                 | [ 利用客数 6 ]      |
| 2005年（平成17年）  |                     |                     | 353                 | [ 利用客数 7 ]      |
| 2006年（平成18年）  |                     |                     | 336                 | [ 利用客数 8 ]      |
| 2007年（平成19年）  |                     |                     | 311                 | [ 利用客数 9 ]      |
| 2008年（平成20年）  |                     |                     | 299                 | [ 利用客数 10 ]     |
| 2009年（平成21年）  |                     |                     | 291                 | [ 利用客数 11 ]     |
| 2010年（平成22年）  |                     |                     | 283                 | [ 利用客数 12 ]     |
| 2011年（平成23年）  |                     |                     | 294                 | [ 利用客数 13 ]     |
| 2012年（平成24年）  | 52                  | 252                 | 304                 | [ 利用客数 14 ]     |
| 2013年（平成25年）  | 47                  | 258                 | 306                 | [ 利用客数 15 ]     |
| 2014年（平成26年）  | 44                  | 230                 | 275                 | [ 利用客数 16 ]     |
| 2015年（平成27年）  | 40                  | 229                 | 269                 | [ 利用客数 17 ]     |
| 2016年（平成28年）  | 39                  | 208                 | 247                 | [ 利用客数 18 ]     |
| 2017年（平成29年）  | 36                  | 213                 | 250                 | [ 利用客数 19 ]     |
| 2018年（平成30年）  | 38                  | 228                 | 267                 | [ 利用客数 20 ]     |
| 2019年（令和元年）  | 31                  | 215                 | 246                 | [ 利用客数 21 ]     |
| 2020年（令和02年）  | 18                  | 178                 | 196                 | [ 利用客数 22 ]     |
| 2021年（令和03年）  | 21                  | 173                 | 194                 | [ 利用客数 23 ]     |
| 2022年（令和04年）  | 23                  | 159                 | 182                 | [ 利用客数 24 ]     |
| 2023年（令和05年）  | 28                  | 160                 | 188                 | [ 利用客数 1 ]      |

## 駅周辺
- 国道282号
  - 西根バイパス
- 岩手県道191号大更停車場線
- 岩手県道301号渋民田頭線
- 八幡平市役所西根支所（旧・西根町役場）
- 大更郵便局
- 盛岡信用金庫西根支店
- 八幡平市立大更小学校
- 八幡平市立西根中学校
- 岩手警察署八幡平幹部交番
- 八幡平消防署

## バス路線
「大更駅前」停留所にて、以下の路線バスが発着する。
- 岩手県北バス
  - A02：八幡平頂上
  - A11・A12：松川温泉
  - A13・A14・A51：八幡平マウンテンホテル
  - A52・A53：平館駅前
  - A81：八幡平営業所 / 松尾鉱山資料館
  - A02・A11・A12・A13・A14・A51・A52・A53・A71：盛岡バスセンター
- 八幡平市コミュニティバス（岩手県北バス委託）
  - 上寺田・西根団地方面（平日朝夕のみ）

## 隣の駅
東日本旅客鉄道（JR東日本）
■花輪線
東大更駅 - 大更駅 - 平館駅

### かつて存在した路線
松尾鉱業鉄道
松尾鉱業鉄道線
田頭駅 - 大更駅

### 記事本文
1. 1 2 3  「花輪線「大更駅」新駅舎使用開始について (PDF)」（プレスリリース）、東日本旅客鉄道盛岡支社、2018年2月1日。2020年5月18日時点のオリジナル (PDF)よりアーカイブ。2018年2月1日閲覧。
2. 1 2  「駅の情報（大更駅）：JR東日本」東日本旅客鉄道。2024年8月29日時点のオリジナルよりアーカイブ。2024年9月2日閲覧。
3. 1 2 3 4 5  石野哲（編）『停車場変遷大事典 国鉄・JR編 Ⅱ』（初版）JTB、1998年10月1日、503頁。ISBN 978-4-533-02980-6。
4. ↑  「花輪線大更駅自由通路等整備に伴う施行協定の締結について (PDF)」（プレスリリース）、東日本旅客鉄道盛岡支社、2016年7月27日。2020年5月18日時点のオリジナル (PDF)よりアーカイブ。2020年5月18日閲覧。
5. ↑  「大更駅リニューアル 新駅舎の利用開始」『岩手日報』岩手日報社、2018年2月24日、24面。
6. ↑  「Suicaエリア外もチケットレスで! 東北エリアから「えきねっとQチケ」がはじまります (PDF)」（プレスリリース）、東日本旅客鉄道、2024年7月11日。2024年7月11日時点のオリジナル (PDF)よりアーカイブ。2024年8月13日閲覧。
7. 1 2  「JR東日本：駅構内図・バリアフリー情報（大更駅）」東日本旅客鉄道。2024年8月16日閲覧。

### 利用状況
1. 1 2  「各駅の乗車人員 2023年度 101位以下（7）| 企業サイト：JR東日本」東日本旅客鉄道。2025年7月8日閲覧。
2. ↑  「JR東日本：各駅の乗車人員（2000年度）」東日本旅客鉄道。2025年7月8日閲覧。
3. ↑  「JR東日本：各駅の乗車人員（2001年度）」東日本旅客鉄道。2025年7月8日閲覧。
4. ↑  「JR東日本：各駅の乗車人員（2002年度）」東日本旅客鉄道。2025年7月8日閲覧。
5. ↑  「JR東日本：各駅の乗車人員（2003年度）」東日本旅客鉄道。2025年7月8日閲覧。
6. ↑  「JR東日本：各駅の乗車人員（2004年度）」東日本旅客鉄道。2025年7月8日閲覧。
7. ↑  「JR東日本：各駅の乗車人員（2005年度）」東日本旅客鉄道。2025年7月8日閲覧。
8. ↑  「JR東日本：各駅の乗車人員（2006年度）」東日本旅客鉄道。2025年7月8日閲覧。
9. ↑  「JR東日本：各駅の乗車人員（2007年度）」東日本旅客鉄道。2025年7月8日閲覧。
10. ↑  「JR東日本：各駅の乗車人員（2008年度）」東日本旅客鉄道。2025年7月8日閲覧。
11. ↑  「JR東日本：各駅の乗車人員（2009年度）」東日本旅客鉄道。2025年7月8日閲覧。
12. ↑  「JR東日本：各駅の乗車人員（2010年度）」東日本旅客鉄道。2025年7月8日閲覧。
13. ↑  「JR東日本：各駅の乗車人員（2011年度）」東日本旅客鉄道。2025年7月8日閲覧。
14. ↑  「JR東日本：各駅の乗車人員（2012年度）」東日本旅客鉄道。2025年7月8日閲覧。
15. ↑  「各駅の乗車人員 2013年度 ベスト100以外（8）：JR東日本」東日本旅客鉄道。2025年7月8日閲覧。
16. ↑  「各駅の乗車人員 2014年度 ベスト100以外（8）：JR東日本」東日本旅客鉄道。2025年7月8日閲覧。
17. ↑  「各駅の乗車人員 2015年度 ベスト100以外（8）：JR東日本」東日本旅客鉄道。2025年7月8日閲覧。
18. ↑  「各駅の乗車人員 2016年度 ベスト100以外（8）：JR東日本」東日本旅客鉄道。2025年7月8日閲覧。
19. ↑  「各駅の乗車人員 2017年度 ベスト100以外（8）：JR東日本」東日本旅客鉄道。2025年7月8日閲覧。
20. ↑  「各駅の乗車人員 2018年度 ベスト100以外（7）：JR東日本」東日本旅客鉄道。2025年7月8日閲覧。
21. ↑  「各駅の乗車人員 2019年度 ベスト100以外（7）：JR東日本」東日本旅客鉄道。2025年7月8日閲覧。
22. ↑  「各駅の乗車人員 2020年度 101位以下（7）| 企業サイト：JR東日本」東日本旅客鉄道。2025年7月8日閲覧。
23. ↑  「各駅の乗車人員 2021年度 101位以下（7）| 企業サイト：JR東日本」東日本旅客鉄道。2025年7月8日閲覧。
24. ↑  「各駅の乗車人員 2022年度 101位以下（7）| 企業サイト：JR東日本」東日本旅客鉄道。2025年7月8日閲覧。